# Николя, Владимир Владимирович (архитектор)
Влади́мир Влади́мирович Николя́ (1852, Ковно — 13 декабря 1901, Москва) — российский инженер-архитектор, автор здания Императорской консерватории в Санкт-Петербурге.

## Биография
Родился в семье инженера гражданских путей сообщения. Николя — российские потомки Жака Эвариста Николя Мёнье де Прекура (Meunier de Précourt), попавшего в Россию вместе с наполеоновской армией. В 1877 году окончил Петербургское строительное училище. В 1878 году занял должность заведующего Таврическим дворцом и домом придворного духовенства, которую занимал до 1882 года. Член Петербургского общества архитекторов. Член совета Общества гражданских инженеров, учреждённого в 1894 году.
В качестве архитектора Министерства Императорского двора (1877—1886, 1890-е) и Департамента уделов(1886—1891) участвовал в строительных работах в императорских имениях в Ливадии (1882) и в Кахетии (1886). Архитектор петербургских детских приютов (с 1885), петербургского тульского банка (с 1879).
Имел награды: орден Святого Владимира 4-й степени (1883).
Скончался 13 [26] декабря 1901 года, похоронен на Шуваловском кладбище в Санкт-Петербурге.

### Личная жизнь
В браке с Агнессой фон Кершен (1852—1921) имел десять детей. Несмотря на активную строительную практику, Николя с семьей часто испытывал материальную нужду. Сын Владимир — контр-адмирал. Дочь Ольга была первой женой советского архитектора В. А. Щуко.

## Проекты и постройки

### Санкт-Петербург и пригороды
- Деревянный двухэтажный дом Агафонова. Каменноостровский проспект, 25 (1877—1879, не сохранился)[6];
- Деревянная дача со службами инженера Верховского. Стрельна (1877—1879, не сохранилась)[6];
- Доходный дом (перестройка). Московский проспект, 23 — 1-я Красноармейская улица, 2 (1877—1878; надстроен);
- Капитальный ремонт Таврического дворца и дома придворного духовенства. Строительство оранжерей для тропических растений (1870-е)[6];
- Доходный дом Г. Ф. Гулина (включён существовавший дом). Лиговский проспект, 109 (1881; частично перестроен);
- Обелиск в честь открытия Морского канала на Гутуевском острове (1885, не сохранился);
- Здание покойницкой и операционная Евангелической женской больницы. Лиговский проспект, 2—4 (1886);
- Охтинский детский приют. ул. Молдагуловой, 6 (1888, надстроен);
- Здания типографии и электростанции Министерства уделов. Литейный проспект, 39, двор (1890-е);
- Производственные здания Карточной фабрики. Проспект Обуховской Обороны, 110 (1890-е);
- Императорская консерватория на месте сгоревшего Большого (Каменного) театра (1891—1896; расширено)[9] памятник архитектуры (федеральный)[10];
- Перестройка конюшен Кирасирского полка. Гатчина (1880-е);
- Восстановление обелиска Коннетабль. Гатчина (1880-е)[6];
- Капитальный ремонт дворцов и дворцовых зданий в Красном Селе, Ропше, Тайцах, Царской Славянке(1886—1892, не сохранились)[6];
- Деревянные здания барака для великого князя Константина Константиновича и столовой в красносельском лагерном расположении измайловского полка. Красное Село (1886—1892, не сохранились)[6];
- Каменная усыпальница Карнаховской при церкви Святого духа в Александро-Невской лавре (1880-е);
- 2 деревянных двухэтажных здания для приютов: Лавальского и Андреевского (1886—1892, не сохранились)[6];
- Деревянное двухэтажное здание училища садовников Императорского Российского общества садоводовства (1886—1892, не сохранилось)[6];
- Деревянный особняк Бережковой на Петербургской стороне (не сохранился)[5].

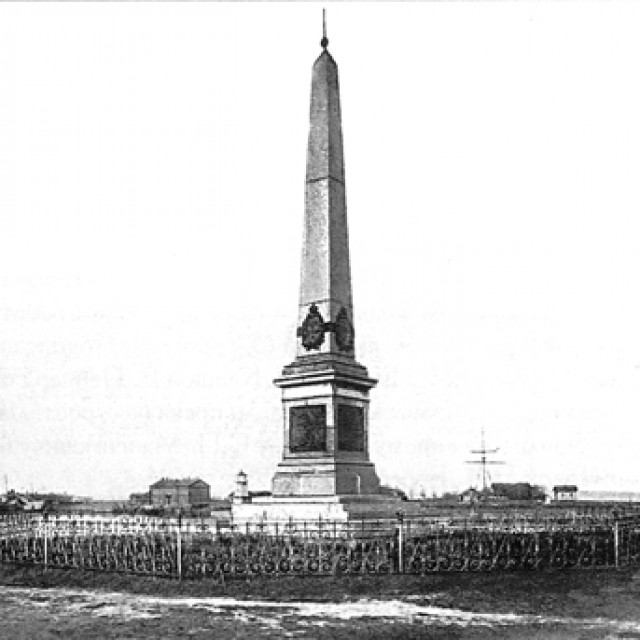
Обелиск в честь открытия Морского канала в Санкт-Петербурге в 1885 году.
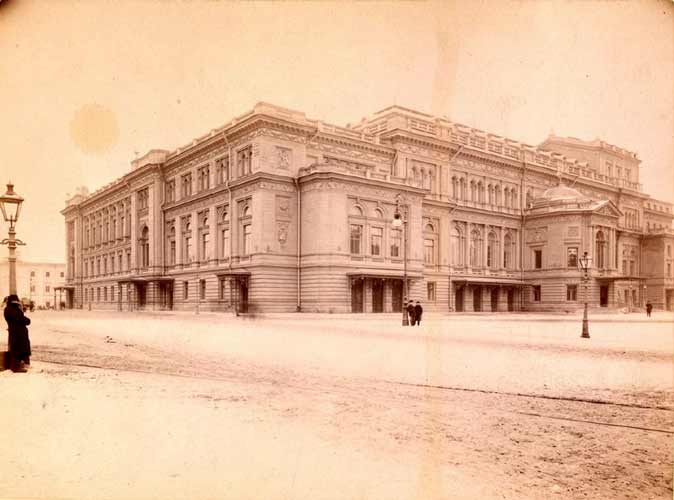
Санкт-Петербургская консерватория в 1894 году.
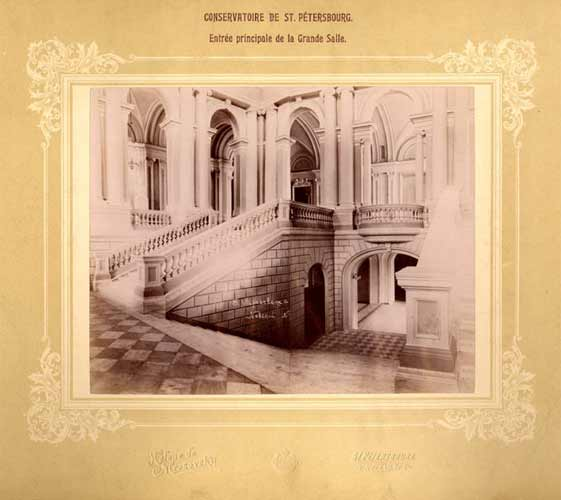
Фойе Большого зала консерватории в 1890-е годы.

### Москва
- Электростанция на Раушской набережной (1896, совместно с В. П. Басиным);
- Ремонтные работы в Большом Кремлёвском, Николаевском, Петровском и Александровском дворцах в Москве в ходе подготовки к коронации 1896 года[6];
- Временные сооружения для народного праздника на Ходынке в 1883[11] и 1896 годах (общий план гулянья, а также рисунки и чертежи проходных буфетов для угощения народа: разработанная Николя планировка рассматривалась в качестве одной из причин ходынской трагедии)[12].